# Кажимеж Марчинкевич
Кажѝмеж Марчинкѐвич (на полски: Kazimierz Marcinkiewicz) е полски политик и преподавател по физика и математика.
В периода 1992 – 1993 година е заместник-министър на националното образование, депутат в Сейма III, IV и V мандат (1997 – 2006), министър-председател (2005 – 2006), през 2006 година е временно изпълняващ длъжността кмет на Варшава, в годините 2007 – 2008 е директор в Европейската банка за възстановяване и развитие в Лондон.